# Минько, Валерий Викентьевич
Вале́рий Вике́нтьевич Минько́ (8 августа 1971, Барнаул) — советский и российский футболист, защитник. Мастер спорта СССР международного класса (1991); тренер.

## Игровая карьера
Воспитанник барнаульской СДЮШОР «Динамо». Первый тренер — Анатолий Карлович Лутц.
Выступал за команды «Динамо» Барнаул (1988—1989), ЦСКА Москва (1989—2001), «Кубань» Краснодар (2002).
Также выступал за юношескую и молодёжную сборные СССР:
- Чемпион Европы среди юношеских команд (U-18): 1990
- Бронзовый призёр чемпионата мира среди молодёжных команд (U-20): 1991

16 ноября 1993 года во время гостевого отборочного матча чемпионата Европы среди молодёжных команд России и Греции в Афинах получил сильный удар в бок. Греческие врачи определили почечную гематому и прописали игроку постельный режим. По возвращении в Москву состояние Минько ухудшилось и 19 ноября ему была сделана срочная операция по удалению почки.

Слава Богу, нам дано по две почки. И если вторая почка здорова, то она возьмет на себя функцию утраченной. Каждый случай индивидуален, поэтому говорить о том, скажется ли это на выносливости футболиста, сложно. Но мне это больших проблем не создало. После игры мне давали на один день отдыха больше. Если всей команде давали один день, то мне — два.— http://www.sovsport.ru/news/text-item/453888
После этого продолжил выступления в большом футболе.
Сыграл 4 матча в составе сборной России:
- 9 октября 1996. Отборочный матч к ЧМ-1998. Израиль — Россия, 1:1. 90 минут
- 10 ноября 1996. Отборочный матч к ЧМ-1998. Люксембург — Россия, 0:4. 90 минут
- 5 сентября 1998. Отборочный матч к ЧЕ-2000. Украина — Россия, 3:2. 90 минут
- 23 сентября 1998. Товарищеский матч. Испания — Россия, 1:0. 45 минут, был заменён

Окончил Волгоградский государственный институт физической культуры (1996).
С 2003 года работает в футбольной школе ЦСКА. В 2008 году — тренер молодёжной команды ЦСКА.

## Достижения в клубах
- Чемпион СССР: 1991
- Серебряный призёр чемпионата России: 1998
- Бронзовый призёр чемпионата России: 1999
- Обладатель Кубка СССР: 1990/1991
- Обладатель Кубка России: 2001/2002
- В списках 33-х лучших футболистов чемпионата России (3): № 2 (1996, 1998, 1999)